# Christiana Hely-Hutchinson (1re baronne Donoughmore)
Christiana Hely-Hutchinson, 1re baronne Donoughmore (née Nickson) (baptisée le 23 février 1732 Aghold - Palmerston le 24 juin 1788) est une pair héréditaire suo jure. En tant que dame, cependant, elle n'a pas pu siéger à la Chambre des lords irlandaise.

## Biographie
Christina Nickson est la fille d'Abraham Nickson de Munny, comté de Wicklow, et la petite-nièce et héritière de Richard Hutchinson de Knocklofty. Avant la mort de son mari, elle est créée, à part entière, pair héréditaire en tant que baronne Donoughmore, de Knocklofty, comté de Tipperary, Royaume d'Irlande le 16 octobre 1783. Elle est une ancêtre de Katharine, duchesse de Kent.
Elle épouse Rt. Hon. John Hely-Hutchinson (1724-1794) député, fils de Francis Hely de Gertrough, et de son épouse Prudence Earbury, le 8 juin 1751. Ils ont dix enfants: 
- Le lieutenant-général. Richard Hely-Hutchinson (1er comte de Donoughmore) (29 janvier 1756–1825)
- Général John Hely-Hutchinson, 2e comte de Donoughmore (15 mai 1757–1832)
- Hon. Francis Hely-Hutchinson (26 octobre 1759-16 décembre 1827)
- Hon. Augustus Abraham Hely-Hutchinson (1766–1834)
- Christopher Hely-Hutchinson (5 avril 1767-1826)
- Lorenzo Hely-Hutchinson (6 octobre 1768)
- Christiana Hely Hutchinson (décédée en 1825)
- Prudence Hely Hutchinson (d. Octobre 1820) célibataire
- Margaret Hely Hutchinson (d. Mars 1818) célibataire
- Mary Hely Hutchinson (vers 1772 -30 octobre 1820) épouse le 21 juin 1791 Thomas Smith (19 mars 1755 - décembre 1799)